# Сад растений (Анже)
Сад растений Анже (фр. Jardin des Plantes d'Angers) — небольшой ботанический сад, расположенный во французском городе Анже.

## История и описание
Первый ботанический сад в Анже был основан в 1740 году ботаником-любителем Лютье де ла Ришерье, основателя Общества любителей ботаники. Из-за нехватки территории в 1787 году Общество любителей ботаники приобрело участок земли с небольшим ручьём и церковью Аббатства св. Сергия. В 1791 году сад был перенесён ботаником Габриэлем Элеонором Мерле де ла Буле в своё современное местонахождение. С 1798 года в саду велись уроки ботаники.
В XIX веке церковь св. Самсона, основанная в 1006 году, расположенная в центре сада, использовалась в качестве оранжереи. В 1972 году она была объявлена историческим памятником.
После урагана 1901 года сад претерпел значительные разрушения. Современный сад был спроектирован ботаником Эдуардом Андре.
В настоящее время помимо экспозиции растений на территории сада имеется коллекция птиц.